# Heroic Purgatory

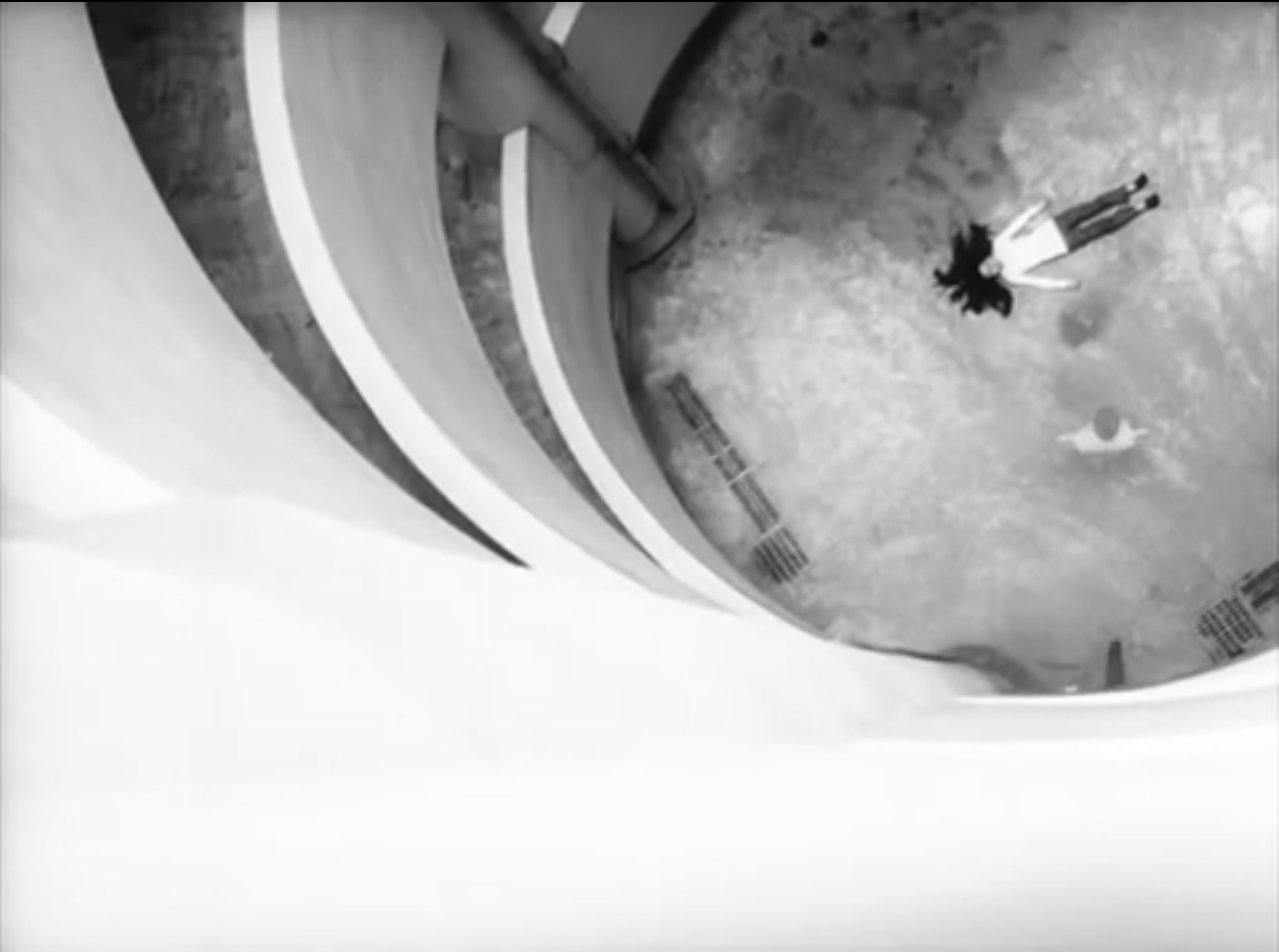
Un fotograma de Purgatorio Heroica (1970)

Purgatorio Heroica (煉獄エロイカ Rengoku Eroica?), también conocida como Purgatorio heroico o Heroic Purgatory, es una película japonesa en blanco y negro de 1970 del director Kiju Yoshida. Se trata de la segunda parte de su llamada «trilogía del radicalismo japonés», precedida por Eros + Massacre (1969) y seguida por Coup d'État (1973).

## Argumento y contexto
Mientras que Eros + Massacre se centra en el anarquismo (segunda y tercera década del siglo XX) y Coup d'Etat en la extrema derecha (incidente del 26 de febrero de 1936), Purgatorio Heroica se focaliza en los movimientos comunistas japoneses, concretamente en el contexto del tratado de San Francisco de 1951, que entraría en vigor en 1952, suponiendo una polémica subordinación de Japón hacia Estados Unidos tras la derrota nipona en la Segunda Guerra Mundial. 
Rikiya Shoda es un ingeniero que trabaja en la Agencia Atómica de Japón, tras estudiar varios años en la MIT. Está trabajando en un proyecto que pretende crear rayos láser. Un día, su mujer Nanako regresa a casa con una adolescente perdida llamada Ayu, quien afirma ser hija de este matrimonio. Al entrar esta extraña chica en su vida, Rikiya empieza a rememorar su juventud, cuando era un activista revolucionario a principios de los años 50. En la célula comunista a la que pertenecía, el intento de atentado contra un embajador se derrumba debido a la supuesta intervención de un espía dentro del grupo.
Esta trama política se reproduce, transformada una y otra vez, combinando tres líneas temporales: de 1952 a 1960 (año de la firma de otro tratado entre Estados Unidos y Japón), 1970 (cuando la película fue rodada) y 1980, diez años más tarde en el futuro .

## Estilo visual y narrativo
Purgatorio Heroica es probablemente la cinta más vanguardista a nivel narrativo y visual de la “trilogía del radicalismo” de Yoshida, y una de las obras más herméticas y complejas de toda la Noberu Vagu. La combinación de al menos tres líneas temporales, desarrollada de un modo onírico, y la retorcida trama de espionaje hacen de la película una experiencia difícil de asimilar racionalmente, pero dotada de un contundente mensaje estético, ético y político: al igual que en Eros + Massacre y Coup d’État, se desvelan las contradicciones internas del movimiento radical explorado. En este caso, las células comunistas japonesas son retratadas como un laberinto kafkiano de traiciones y sospechas paranoides, siendo llamativos el grado de violencia gratuita y patriarcal (una mujer es violada grupalmente y asesinada) y la rígida pero a la vez difusa jerarquización del grupo armado.
Visualmente, Purgatorio Heroica es una obra cinematográfica de extrema radicalidad. La influencia de Godard, patente en Eros + Massacre, es relevada por las de Robbe-Grillet, Alain Resnais y Michelangelo Antonioni. De estos directores franceses, Yoshida asimila la fragmentación narrativa y onírica, así como la desnaturalizada dirección de actores. La composición de los encuadres lleva al límite los planteamientos de Antonioni: en varios de los planos los rostros de los personajes aparecen acorralados en una esquina del cuadro, o sus cuerpos son reducidos a una figura insignificante dentro de geometrías arquitectónicas de carácter brutalista. Esta frialdad contrasta con el poderoso erotismo de varias de las escenas, donde la desnudez parcial o total del cuerpo femenino consigue destruir esta estética deshumanizada mediante la carnalidad del pinku eiga, cercana a la del cine de Kôji Wakamatsu.
La fotografía de Motokichi Hasegawa, colaborador habitual de Yoshida, resalta el contraste de modo que los blancos resultan casi cegadores, de un modo aún más extremo que en las otras dos películas de la trilogía.